# NOAA-21
NOAA-21 (який до запуску позначався як JPSS-2) — другий супутник в останній серії негеосинхронних екологічних супутників США на полярній орбіті Національного управління океанічних і атмосферних досліджень (NOAA), відомих як Joint Polar.
Запущений 10 листопада 2022 року разом із LOFTID, NOAA-21 тепер працює на тій же орбіті, що й NOAA-20 та Suomi NPP. Він рухаэться по полярній орбіті, перетинаючи екватор приблизно 14 разів на день, і забезпечує повне глобальне покриття двічі на день.
NOAA-21 забезпечує безперервність супутникових спостережень для полярно-орбітальних екологічних супутників (POES) і систем Suomi NPP. Наземна система JPSS підтримувалася для підтримки NOAA-21 за моделлю, встановленою для NOAA-20. Серед приладів на борту — VIIRS (інфрачервоний радіометр), CrIS (перехресний інфрачервоний ехолот), ATMS(розширений мікрохвильовий ехолот) і OMPS (пакет картографування та профілювання озонового шару). Хоча спочатку планувалося встановити лише радіаційний бюджетний інструмент (RBI), цей проект був скасований НАСА в 2018 році.

## Створення
24 березня 2015 року NASA оголосило, що Orbital ATK побудує один, а можливо, і три космічні кораблі Joint Polar Satellite System. Вигравши контракт, Orbital витіснила з посади компанію Ball Aerospace & Technologies, яка побудувала NOAA-20 (JPSS-1) і Suomi NPP. NOAA-21 базується на платформі космічного корабля LEOStar-3 від Orbital ATK, яка також використовувалася на Landsat 8. Другий супутник Ice, Cloud and Land Elevation (ICESat-2) і космічний корабель Landsat 9 також базуються на LEOStar-3 і будуються на заводі Orbital ATK в Гілберті в той же час
Контракт на послуги запуску було укладено з United Launch Alliance (ULA) 3 березня 2017 року.

## Запуск
NOAA-21 було запущено 10 листопада 2022 року на ракеті Atlas V 401 з космічного стартового комплексу Ванденберг 3 (SLC-3E) на базі космічних сил Ванденберг у Каліфорнії. Це був останній запуск Atlas V з бази космічних сил Ванденберг.
Дата запуску NOAA-21 кілька разів переносилася. У травні 2022 року минуло трохи більше ніж місяць, коли набір радіометрів Visible Infrared Imaging Radiometer Suite (VIIRS) зазнав аномалії тестового обладнання під час тестування в термовакуумі (TVAC). З 1 листопада він знову пропав після того, як ULA виявила, що необхідно замінити батарею на верхньому ступені Centaur Atlas V. Запуску та активації завадила помилка розгортання сонячної батареї, яка була виявлена через кілька годин після запуску.
Через кілька тижнів після запуску в NOAA-21 сталася аномалія з бортовою системою передавача KA, що призвело до збою в передачі даних, який було частково пом'якшено за допомогою високошвидкісних даних X-діапазону (HRD), отриманих над Шпіцбергеном. Після майже двох місяців усунення несправностей резервний передавач Ka-діапазону було запущено 2 лютого 2023 року, і нормальна робота відновилася.
Космічний корабель пройшов десятимісячний період випробувань після запуску, протягом якого були перевірені всі основні системи космічного корабля, і 8 листопада 2023 року він був офіційно оголошений робочим.

## Прилади
Датчики/прилади NOAA-21:
- Розширений мікрохвильовий ехолот (ATMS)
- Перехресний інфрачервоний ехолот (CrIS)
- Пакет картографування та профілювання озонового шару (OMPS)
- Набір радіометрів видимого інфрачервоного зображення (VIIRS)
- Інструмент радіаційного бюджету (RBI)